# Onthophagus satoi
Onthophagus satoi là một loài bọ cánh cứng trong họ Bọ hung (Scarabaeidae).